# Via Praenestina

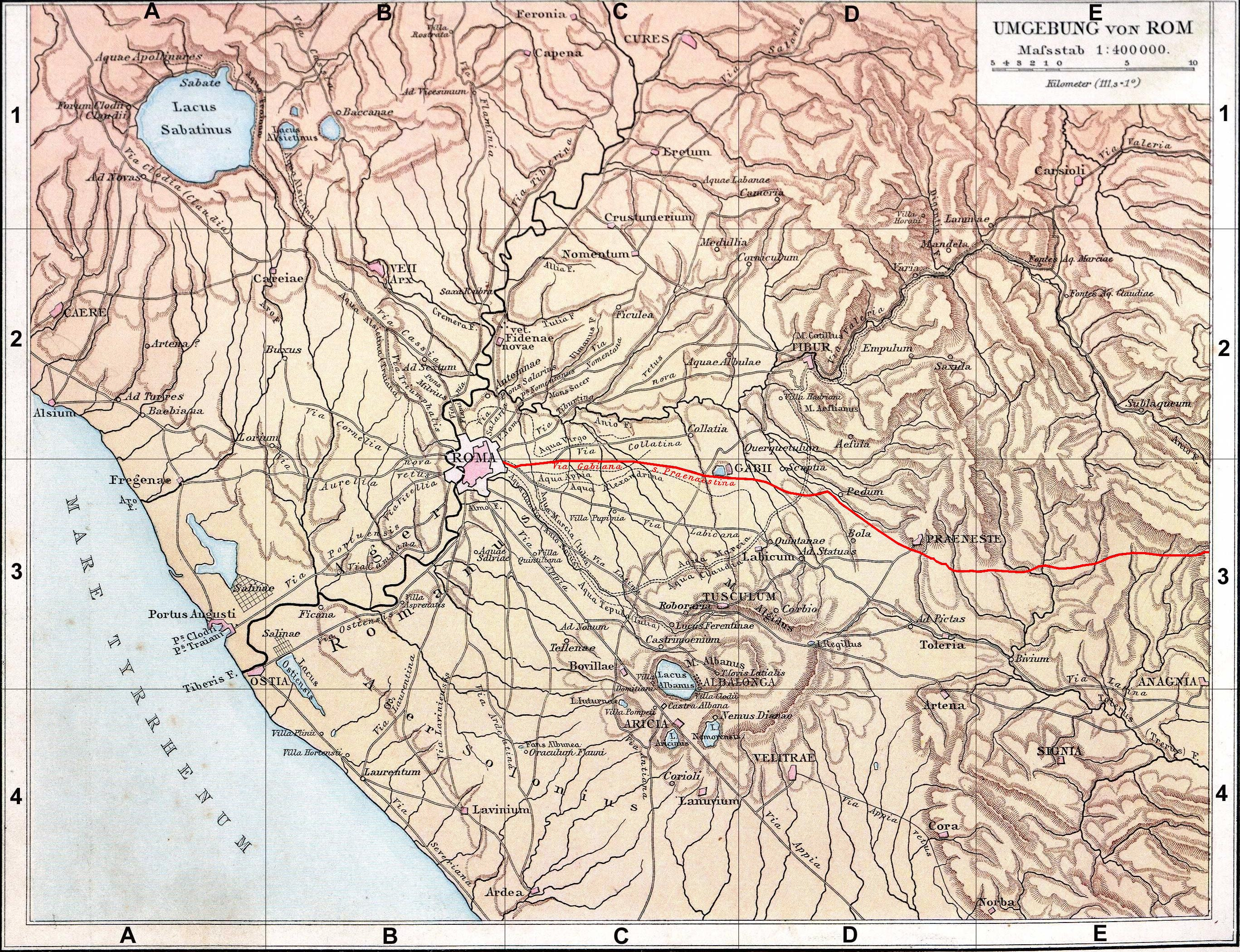
Die Via Praenestina von Rom

Die Via Praenestina („Pränestinische Straße“) ist eine Römerstraße, die durch die römische Campagna vorbei an den Resten der alten Römerstadt Gabii und dem Trasimenischen See über eine Länge von ca. 37 km von Rom nach Palestrina, der antiken Stadt Praeneste, führt. Sie wurde zunächst Via Gabina genannt, da sie anfangs in Gabii endete, bevor sie nach Praeneste verlängert wurde. Die Straße ging weiter zum Apennin und zur Quelle des Anio und endete hinter Fiuggi, im Gebiet des Torre Cajetani. Bei Frontinus wird diese Römerstraße im Zusammenhang mit der Quelle der Aqua Appia erwähnt. Nahe Gabii überquerte die Straße mittels der 95 Meter langen, siebenbogigen Brücke Ponte di Nona („Brücke an der neunten Meile“) aus Peperin und rotem Tuff eine Niederung.
Die Porta Maggiore trug bis ins Mittelalter den Namen Porta Praenestina, da die Straße auf das Tor zuführte.
Die Via Praenestina ist heute als Via Prenestina (SP13C) Teil des italienischen Fernverkehrnetzes.